# ولرچ
ولرچ (به لاتین: Velereč}} یک عوارض جغرافیایی در صربستان است.